# Karl Winzer (Widerstandskämpfer)
Karl Gustav Winzer (* 12. Mai 1895 in Kreischau (Lützen); † 6. Dezember 1962 ebenda) war ein deutscher Widerstandskämpfer gegen den Nationalsozialismus, KZ-Überlebender und VVN-Funktionär.

## Leben
Winzer engagierte sich in einer kommunistischen Widerstandsgruppe im Widerstand gegen das NS-Regime und war für die Organisation des Vertriebs illegaler Schriften wie „Der Bolschewik“, „Der Klassenkampf“, „Die Rote Fahne“ oder „Die Junge Garde“ verantwortlich. Im dritten Naumburger Kommunistenprozess wurde Winzer 1935 zu sechs Jahren Haft verurteilt, die er im Zuchthaus „Roter Ochse“ in Halle (Saale) verbüßen musste, und im Anschluss daran in das KZ Aschendorfer Moor verschleppt. Nach seiner Befreiung aus dem KZ am Ende der NS-Herrschaft kehrte er in seinen Geburtsort Kreischau bei Weißenfels im heutigen Burgenlandkreis zurück und arbeitete in der örtlichen LPG, zu deren Vorsitzenden er gewählt wurde. Ab Februar 1953 war er außerdem Mitglied des Komitees der antifaschistischen Widerstandskämpfer, in welches er seine Erfahrungen für die erinnerungspolitische Arbeit einbrachte. Winzer war Träger des DDR-Ehrentitels Meisterbauer.